# Comuna Hoghiz, Brașov
Hoghiz (în maghiară Olthévíz, în germană Warmbrunn) este o comună în județul Brașov, Transilvania, România, formată din satele Bogata Olteană, Cuciulata, Dopca, Fântâna, Hoghiz (reședința) și Lupșa.

## Demografie
Componența etnică a comunei Hoghiz
     Români (71,45%)
     Maghiari (21,41%)
     Alte etnii (7,15%)
Componența confesională a comunei Hoghiz
     Ortodocși (66,03%)
     Unitarieni (12,99%)
     Reformați (6,99%)
     Penticostali (4,37%)
     Romano-catolici (1,35%)
     Alte religii (1,45%)
     Necunoscută (6,82%)
Conform recensământului efectuat în 2021, populația comunei Hoghiz se ridică la 4.896 de locuitori, în scădere față de recensământul anterior din 2011, când fuseseră înregistrați 5.025 de locuitori. Majoritatea locuitorilor sunt români (71,45%), cu o minoritate de maghiari (21,41%). Din punct de vedere confesional, majoritatea locuitorilor sunt ortodocși (66,03%), cu minorități de unitarieni (12,99%), reformați (6,99%), penticostali (4,37%) și romano-catolici (1,35%), iar pentru 6,82% nu se cunoaște apartenența confesională.

## Politică și administrație
Comuna Hoghiz este administrată de un primar și un consiliu local compus din 15 consilieri. Primarul, Ioan Buta[*], de la Partidul Social Democrat, este în funcție din octombrie 2020. Începând cu alegerile locale din 2024, consiliul local are următoarea componență pe partide politice:
|  | Partid                                 | Consilieri | Componența Consiliului | Componența Consiliului | Componența Consiliului | Componența Consiliului | Componența Consiliului |
|  | -------------------------------------- | ---------- | ---------------------- | ---------------------- | ---------------------- | ---------------------- | ---------------------- |
|  | Partidul Social Democrat               | 5          |                        |                        |                        |                        |                        |
|  | Partidul Național Liberal              | 5          |                        |                        |                        |                        |                        |
|  | Uniunea Democrată Maghiară din România | 4          |                        |                        |                        |                        |                        |
|  | Alianța pentru Unirea Românilor        | 1          |                        |                        |                        |                        |                        |

## Primarii comunei
- 1996[7] - 2000 - Botoman Ioan, de la USD
- 2000[8] - 2004 - Șerban Ion, de la APR
- 2004[9] - 2008 - Șerban Ion, de la PSD
- 2008[10] - 2012 - Gârbacea Ioan, de la PSD
- 2012[11] - 2016 - Șerban Ion, de la PSD
- 2016[12] - 2020 - Șerban Ion, de la PSD
- 2020[13] - 2024 - Buță Ioan, de la PSD

## Obiective turistice
- Biserica de lemn din Cuciulata
- Biserica reformată din Hoghiz
- Cotul Turzunului, rezervație naturală de tip botanic și ornitologic împărțită cu comuna Racoș
- Cheile Dopca, rezervație naturală tip geologic și geomorfologic
- Microcanionul în bazalt de la Hoghiz
- Hârtibaciu Sud - Est (sit de importanță comunitară inclus în rețeaua ecologică europeană Natura 2000 în România).
- Pădurea Bogata (arie de protecție specială avifaunistică (sit SPA)